# 25 v. Chr.
Portal Geschichte | Portal Biografien | Aktuelle Ereignisse | Jahreskalender | Tagesartikel

◄ |
2. Jahrhundert v. Chr. |
1. Jahrhundert v. Chr. |
1. Jahrhundert |
►

◄ | 40er v. Chr. | 30er v. Chr. | 20er v. Chr. | 10er v. Chr. |
0er v. Chr. |
►

◄◄ | ◄ | 28 v. Chr. | 27 v. Chr. | 26 v. Chr. | 25 v. Chr. |
24 v. Chr. |
23 v. Chr. |
22 v. Chr. |
► |
►►
Staatsoberhäupter

## Ereignisse

### Politik und Weltgeschehen

#### Römisches Reich
- Marcus Claudius Marcellus, Neffe des Augustus, verheiratet mit seiner Tochter Iulia (kaum heiratsfähig) und wird in das Kollegium der Pontifices aufgenommen.
- Rom gewinnt die neue Provinz Galatia in Kleinasien aufgrund einer testamentarischen Verfügung des letzten Galater-Königs Amyntas.
- Juba II. wird von Augustus als König von Mauretanien eingesetzt.
- Die Augusteischen Alpenfeldzüge beginnen: Aulus Terentius Varro Murena erobert im Auftrag von Kaiser Augustus das Aostatal und vernichtet dabei das dort heimische Volk der Salasser. Die Stadt Augusta Praetoria wird aus einem bestehenden Legionslager gegründet.
- Im Kantabrischen Krieg in Hispanien gründet Legat Publius Carisius die Stadt Emerita Augusta als Kolonie für die Veteranen der römischen Legionen V Alaudae und X Gemina.

- 26, 25 oder 24 v. Chr.: Altes Südarabien: Aelius Gallus, römischer Präfekt in Ägypten, führt auf Augustus’ Befehl ein Expeditionskorps nach Arabia Felix, die Belagerung von Ma'rib und damit das Unternehmen scheitert jedoch.

#### Asien
- Beginn der Herrschaft des indo-griechischen Königs Straton II., der bis ca. 10 n. Chr. im östlichen Punjab regierte.

### Wissenschaft und Technik
- Der griechische Architekturtheoretiker Vitruv (Marcus Vitruvius Pollio) beschreibt erstmals Wasserschöpfräder.

## Geboren
- um 25 v. Chr.: Aulus Cornelius Celsus, römischer Wissenschaftler († um 50 n. Chr.)

## Gestorben
- Amyntas, König von Galatien

- um 25 v. Chr.: Attambelos I., König der Charakene